# ديه بوث
ديه بوث هو سياسي أسترالي، ولد في 20 يوليو 1920 في وارويك في أستراليا، وتوفي بنفس المكان في 11 ديسمبر 1996. نشط حزبياً في الحزب الوطني الأسترالي في كوينزلاند ‏. وقد انتخب عضو المجلس التشريعي لولاية كوينزلاند ‏ عن دائرة Electoral district of Warwick ‏ (12 نوفمبر 1977 – 19 سبتمبر 1992).